# Ribeirão do Largo
Ribeirão do Largo est une municipalité brésilienne de l'État de Bahia et la Microrégion d'Itapetinga.